# 胡健康
胡健康（1950年—），重庆人，汉族，中华人民共和国政治人物，中国共产党党员，第十一届全国人民代表大会重庆地区代表。
毕业于重庆市委党校行政管理专业。担任重庆市人大常委会副主任，市总工会主席。2008年起担任全国人大代表。2008年10月17日，中国工会十五大在北京开幕，大会选举他出任主席团委员。